# Exilisia marmorea
Exilisia marmorea är en fjärilsart som beskrevs av Butler 1882. Exilisia marmorea ingår i släktet Exilisia och familjen björnspinnare. Inga underarter finns listade i Catalogue of Life.